# Kirchbach-Zerlach
Kirchbach-Zerlach ist seit 2015 eine Marktgemeinde mit 3189 Einwohnern (Stand 1. Jänner 2024) im Bezirk Südoststeiermark in der Steiermark.

## Geografie
Kirchbach-Zerlach liegt im Oststeirischen Hügelland rund 25 Kilometer südöstlich von Graz. Die größten Gewässer sind der Zerlachbach und der Dörflabach, die sich beim Ort Kirchbach zum Schwarzaubach vereinigen.
Die Gemeinde hat eine Fläche von 39,06 Quadratkilometer. Davon sind 56 Prozent landwirtschaftliche Nutzfläche und 36 Prozent Wald.

### Nachbargemeinden
Je eine der fünf Nachbargemeinden liegt im Bezirk Graz-Umgebung (GU) bzw. im Bezirk Leibnitz (LB).
|                         | Sankt Marein bei Graz (GU)                  | Kirchberg an der Raab    |
| Pirching am Traubenberg | Kompassrose, die auf Nachbargemeinden zeigt | Sankt Stefan im Rosental |
|                         | Schwarzautal (LB)                           |                          |

### Gemeindegliederung
Das Gemeindegebiet umfasst folgende zwölf Ortschaften (in Klammern Einwohnerzahl Stand 1. Jänner 2024) bzw. drei Katastralgemeinden (Fläche Stand 31. Dezember 2023):
| Ortschaften | Katastralgemeinden                                                                  |
| --- | ----------------------------------------------------------------------------------- |
| - Breitenbuch (393) - Dörfla (470) - Glatzau (236) - Kirchbach in Steiermark (861) - Kittenbach (85) - Kleinfrannach (168) - Maierhofen (116) - Maxendorf (191) - Tagensdorf (19) - Weißenbach (147) - Zerlach (361) - Ziprein (142) | - Kirchbach in Steiermark (904,33 ha) - Zerlach (2.380,91 ha) - Ziprein (620,28 ha) |

### Gemeindezusammenlegung
Die Gemeinde Kirchbach-Zerlach entstand im Rahmen der Gemeindestrukturreform in der Steiermark aus den mit Ende 2014 aufgelösten Gemeinden Kirchbach in Steiermark und Zerlach.
Im Jahre 2015 hieß die Gemeinde Kirchbach in der Steiermark. Nach einem entsprechenden Gemeinderatsbeschluss trägt die Gemeinde seit 1. Jänner 2016 den Namen „Kirchbach-Zerlach“.

## Geschichte
Die erste urkundliche Erwähnung stammt aus dem Jahr 1240 als Chirchpach. Danach änderte sich die Schreibweise häufig: Chiripach (1378), Chirpach (1381), Ciripach (1387), Kirpach (1433), Kirichpach (1475), Kirchpach (1478), Kierchpach und Khürchbach (1770) und Kürchbach (1781). Danach setzte sich die Schreibweise Kirchbach durch.
Im Jahr 1932 wurde die Gemeinde zur Marktgemeinde erhoben.

## Kultur und Sehenswürdigkeiten

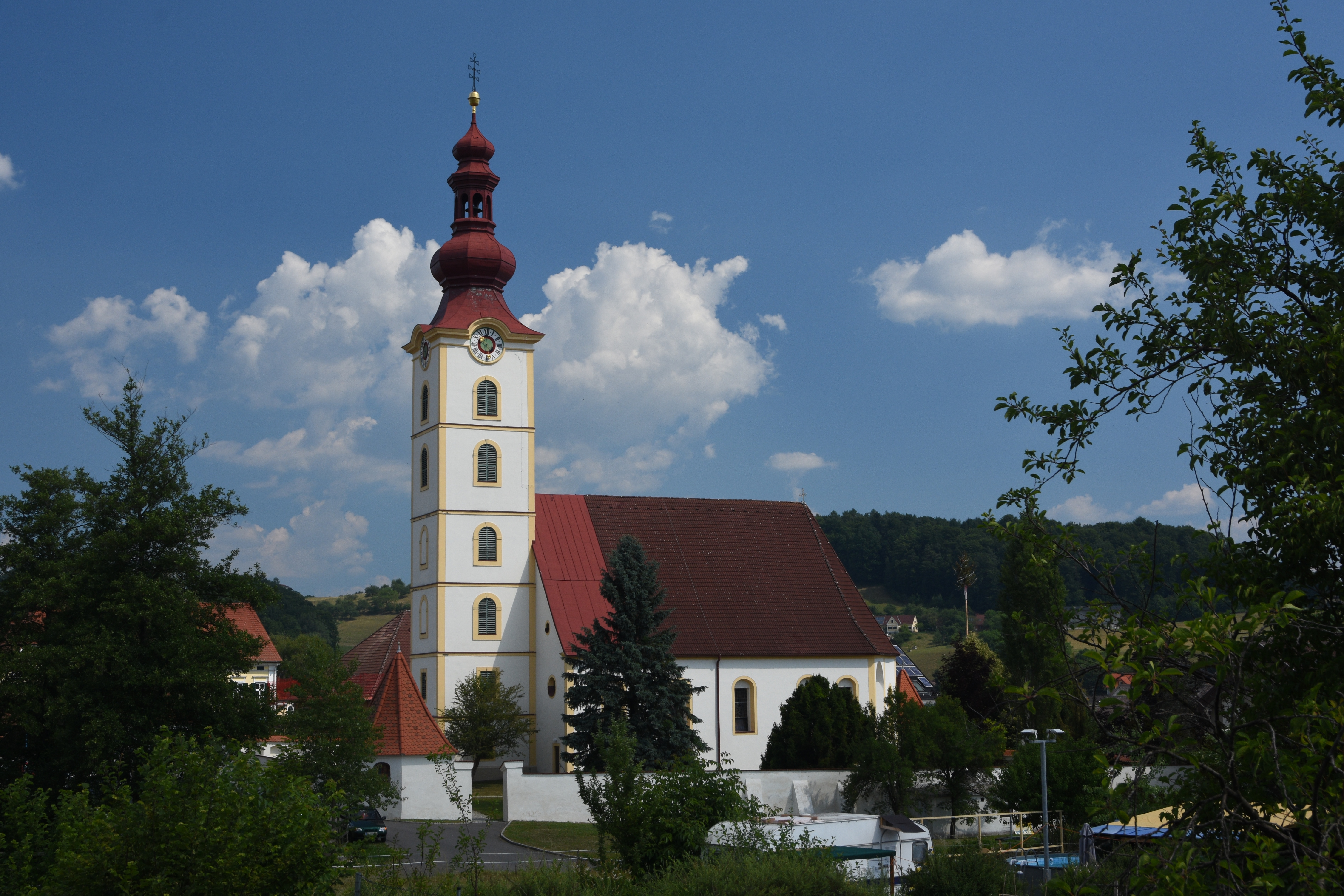
Pfarrkirche Kirchbach in Steiermark

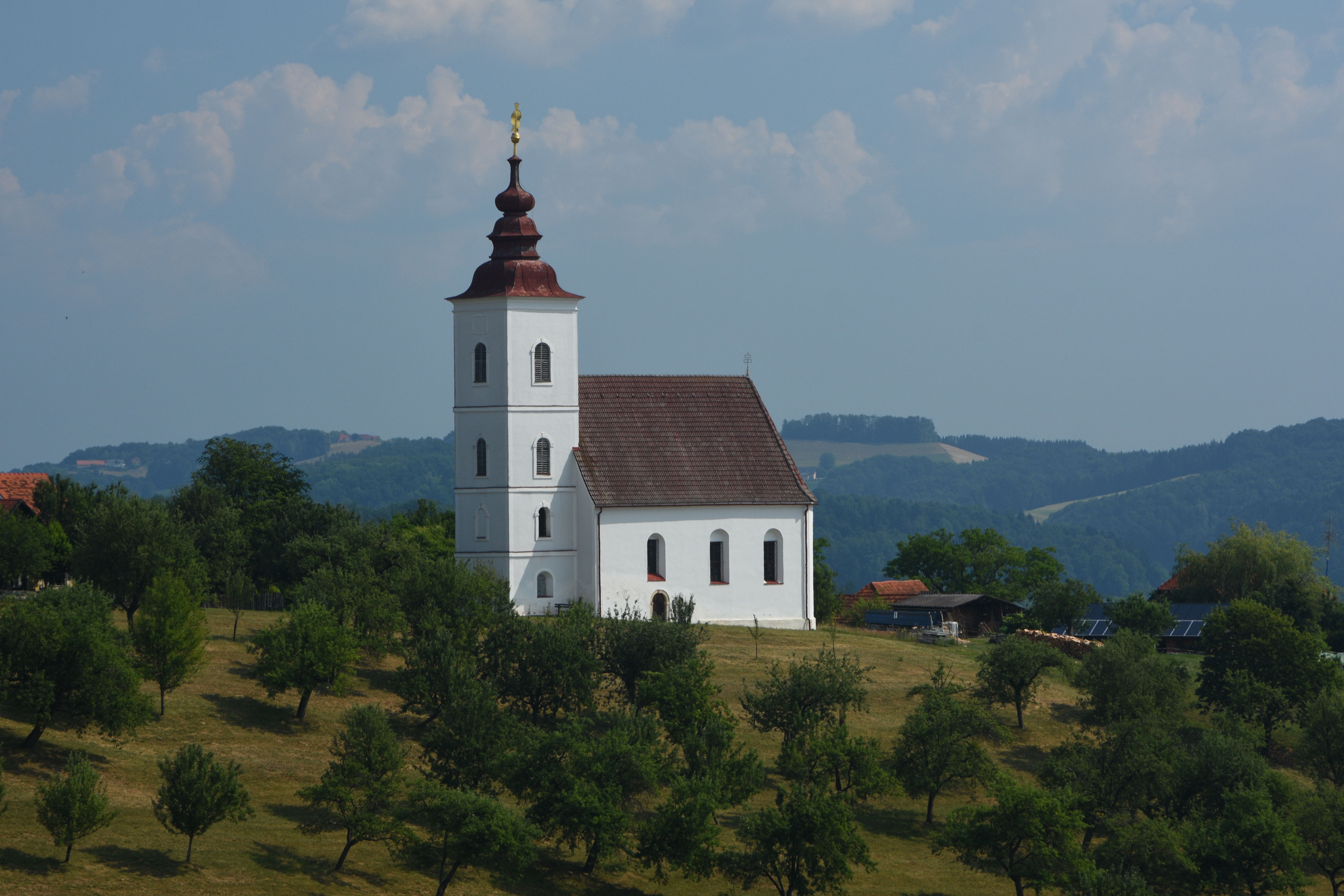
Filialkirche hl. Anna

- Katholische Pfarrkirche Kirchbach in Steiermark hl. Johannes der Täufer

## Wirtschaft und Infrastruktur

### Wirtschaftssektoren
Obwohl die Anzahl der landwirtschaftlichen Betrieben von 1999 bis 2010 sank, stieg die Zahl der Beschäftigten in diesem Zeitraum von 149 auf 153. Im Jahr 2011 arbeiteten 153 Erwerbstätige im Produktionssektor, davon 94 im Bereich Herstellung von Waren, 62 im Baugewerbe und 1 in der Wasserver- und Abfallentsorgung. Die wichtigsten Arbeitgeber des Dienstleistungssektors waren die Bereiche soziale und öffentliche Dienste (177) und Handel (114 Mitarbeiter).
| Wirtschaftssektor            | Anzahl Betriebe | Anzahl Betriebe | Anzahl Betriebe | Erwerbstätige | Erwerbstätige | Erwerbstätige |
| Wirtschaftssektor            | 2021            | 2011            | 2001            | 2021          | 2011          | 2001          |
| ---------------------------- | --------------- | --------------- | --------------- | ------------- | ------------- | ------------- |
| Land- und Forstwirtschaft 1) | 120             | 278             | 335             | 139           | 153           | 149           |
| Produktion                   | 48              | 029             | 030             | 415           | 157           | 463           |
| Dienstleistung               | 166             | 159             | 102             | 671           | 487           | 385           |

1) Betriebe mit Fläche in den Jahren 2010 und 1999, Arbeitsstätten im Jahr 2021
| Im Jahr 2011 lebten 1697 Erwerbstätige in Kirchbach-Zerlach. Davon arbeiteten 480 in der Gemeinde, über 70 Prozent pendelten aus. In der Gemeinde befinden sich zwei Kindergärten, eine Volksschule, eine Mittelschule, eine Polytechnische Schule und eine Musikschule. | Die zur Anzeige dieser Grafik verwendete Erweiterung wurde dauerhaft deaktiviert. Wir arbeiten aktuell daran, diese und weitere betroffene Grafiken auf ein neues Format umzustellen. (Mehr dazu) |

### Verkehr
Die Kirchbacher Straße B 73 durchquert das Gemeindegebiet von Nordwesten nach Süden und verbindet Kirchbach-Zerlach mit Graz und Leibnitz.

## Politik

### Bürgermeister
Bürgermeister ist Anton Prödl (ÖVP).
Weiters gehören der erste Vizebürgermeister Thomas Zach (ÖVP), der zweite Vizebürgermeister Ernst Fink (ÖVP), der Gemeindekassier Josef Luttenberger (ÖVP) und Lisa Riedl (ÖVP) dem Gemeindevorstand an.

### Gemeinderat
Der Gemeinderat besteht nach der Gemeindezusammenlegung seit 2015 aus 21 Mitgliedern (statt zuvor 30 = 15 in Kirchbach + 15 in Zerlach) und setzt sich seit 2020 aus Mandataren folgender Parteien zusammen:
- 17 ÖVP
- 02 Liste „Gemeinsam mehr Bewegen“
- 01 SPÖ
- 01 FPÖ

Die letzten Gemeinderatswahlen brachten folgende Ergebnisse:
| Partei                                    | 2020             | 2020             | 2020             | 2015             | 2015             | 2015             | 2010             | 2010             | 2010             | 2010             | 2010             | 2010             | 2005             | 2005             | 2005             | 2005             | 2005             | 2005             | 2000             | 2000             | 2000             | 2000             | 2000             | 2000             |
| Partei                                    |                  |                  |                  | Großgemeinde     | Großgemeinde     | Großgemeinde     | Kirchbach        | Kirchbach        | Kirchbach        | Zerlach          | Zerlach          | Zerlach          | Kirchbach        | Kirchbach        | Kirchbach        | Zerlach          | Zerlach          | Zerlach          | Kirchbach        | Kirchbach        | Kirchbach        | Zerlach          | Zerlach          | Zerlach          |
| Partei                                    | Stimmen          | %                | Mandate          | St.              | %                | M.               | St.              | %                | M.               | St.              | %                | M.               | St.              | %                | M.               | St.              | %                | M.               | St.              | %                | M.               | St.              | %                | M.               |
| ----------------------------------------- | ---------------- | ---------------- | ---------------- | ---------------- | ---------------- | ---------------- | ---------------- | ---------------- | ---------------- | ---------------- | ---------------- | ---------------- | ---------------- | ---------------- | ---------------- | ---------------- | ---------------- | ---------------- | ---------------- | ---------------- | ---------------- | ---------------- | ---------------- | ---------------- |
| ÖVP                                       | 1480             | 76               | 17               | 1488             | 66               | 15               | 551              | 53               | 8                | 1056             | 89               | 14               | 529              | 50               | 8                | 1024             | 85               | 13               | 594              | 59               | 10               | 947              | 83               | 13               |
| SPÖ                                       | 102              | 05               | 01               | 0196             | 09               | 02               | 197              | 19               | 3                | 0137             | 11               | 01               | 166              | 16               | 2                | 0186             | 15               | 02               | 065              | 06               | 01               | nicht kandidiert | nicht kandidiert | nicht kandidiert |
| FPÖ                                       | 102              | 05               | 01               | 0 166            | 07               | 01               | nicht kandidiert | nicht kandidiert | nicht kandidiert | nicht kandidiert | nicht kandidiert | nicht kandidiert | 035              | 03               | 0                | nicht kandidiert | nicht kandidiert | nicht kandidiert | 048              | 05               | 0                | 071              | 06               | 01               |
| Die Grünen                                | nicht kandidiert | nicht kandidiert | nicht kandidiert | 0048             | 02               | 0                | nicht kandidiert | nicht kandidiert | nicht kandidiert | nicht kandidiert | nicht kandidiert | nicht kandidiert | nicht kandidiert | nicht kandidiert | nicht kandidiert | nicht kandidiert | nicht kandidiert | nicht kandidiert | nicht kandidiert | nicht kandidiert | nicht kandidiert | nicht kandidiert | nicht kandidiert | nicht kandidiert |
| Gemeinsam mehr Bewegen                    | 251              | 13               | 02               | 0349             | 16               | 03               | nicht kandidiert | nicht kandidiert | nicht kandidiert | nicht kandidiert | nicht kandidiert | nicht kandidiert | nicht kandidiert | nicht kandidiert | nicht kandidiert | nicht kandidiert | nicht kandidiert | nicht kandidiert | nicht kandidiert | nicht kandidiert | nicht kandidiert | nicht kandidiert | nicht kandidiert | nicht kandidiert |
| Vereinigte Namensliste Gemeinde Kirchbach | nicht kandidiert | nicht kandidiert | nicht kandidiert | nicht kandidiert | nicht kandidiert | nicht kandidiert | 298              | 28               | 4                | nicht kandidiert | nicht kandidiert | nicht kandidiert | 337              | 32               | 5                | nicht kandidiert | nicht kandidiert | nicht kandidiert | nicht kandidiert | nicht kandidiert | nicht kandidiert | nicht kandidiert | nicht kandidiert | nicht kandidiert |
| Unabhängige Namensliste                   | nicht kandidiert | nicht kandidiert | nicht kandidiert | nicht kandidiert | nicht kandidiert | nicht kandidiert | nicht kandidiert | nicht kandidiert | nicht kandidiert | nicht kandidiert | nicht kandidiert | nicht kandidiert | nicht kandidiert | nicht kandidiert | nicht kandidiert | nicht kandidiert | nicht kandidiert | nicht kandidiert | nicht kandidiert | nicht kandidiert | nicht kandidiert | 120              | 12               | 02               |
| Kirchbacher Heimatliste Walter Patschok   | nicht kandidiert | nicht kandidiert | nicht kandidiert | nicht kandidiert | nicht kandidiert | nicht kandidiert | nicht kandidiert | nicht kandidiert | nicht kandidiert | nicht kandidiert | nicht kandidiert | nicht kandidiert | nicht kandidiert | nicht kandidiert | nicht kandidiert | nicht kandidiert | nicht kandidiert | nicht kandidiert | nicht kandidiert | nicht kandidiert | nicht kandidiert | 174              | 17               | 02               |
| Heimatliste Zerlach                       | nicht kandidiert | nicht kandidiert | nicht kandidiert | nicht kandidiert | nicht kandidiert | nicht kandidiert | nicht kandidiert | nicht kandidiert | nicht kandidiert | nicht kandidiert | nicht kandidiert | nicht kandidiert | nicht kandidiert | nicht kandidiert | nicht kandidiert | nicht kandidiert | nicht kandidiert | nicht kandidiert | nicht kandidiert | nicht kandidiert | nicht kandidiert | 121              | 11               | 01               |
| Wahlberechtigte                           | 2.774            | 2.774            | 2.774            | 2.260            | 2.260            | 2.260            | 1.061            | 1.061            | 1.061            | 1.472            | 1.472            | 1.472            | 1.077            | 1.077            | 1.077            | 1.438            | 1.438            | 1.438            | 1.007            | 1.007            | 1.007            | 1.307            | 1.307            | 1.307            |
| Wahlbeteiligung                           | 71 %             | 71 %             | 71 %             | 81 %             | 81 %             | 81 %             | 81 %             | 81 %             | 81 %             | 82 %             | 82 %             | 82 %             | 82 %             | 82 %             | 82 %             | 85 %             | 85 %             | 85 %             | 82 %             | 82 %             | 82 %             | 88 %             | 88 %             | 88 %             |

### Wappen

Wappen der Vorgängergemeinden
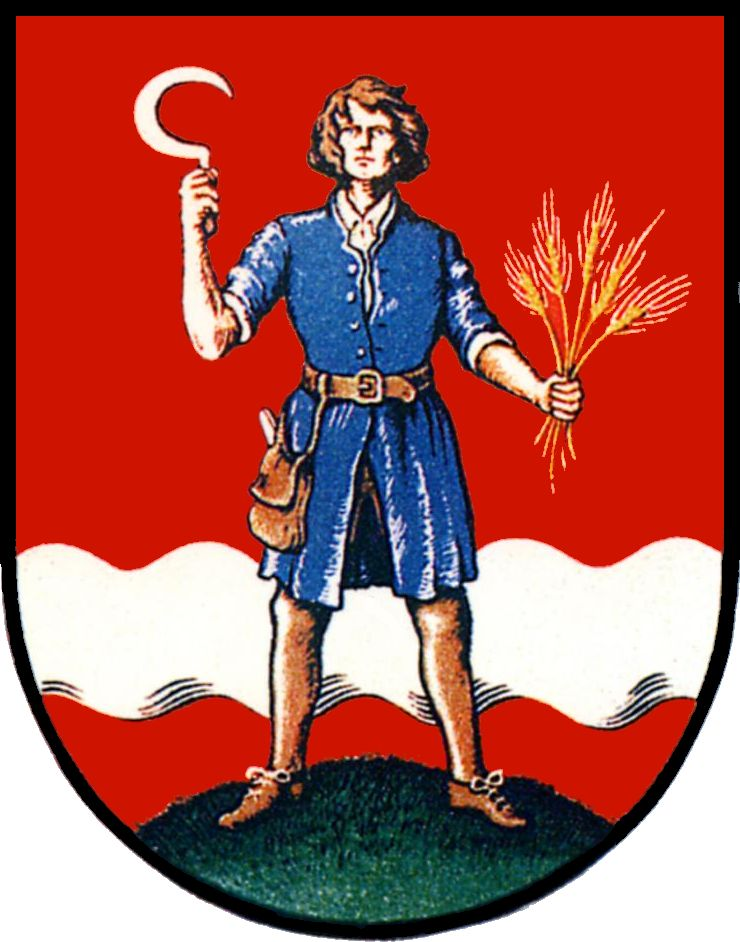
Kirchbach in Steiermark
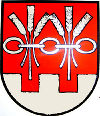
Zerlach

Beide Vorgängergemeinden hatten ein Gemeindewappen. Wegen der Gemeindezusammenlegung verloren diese mit 1. Jänner 2015 ihre offizielle Gültigkeit.
Die Neuverleihung des Gemeindewappens für die Fusionsgemeinde erfolgte mit Wirkung vom 10. März 2017.

Laut den Vereinbarungen bei den Fusionsgesprächen der beiden Altgemeinden sollte das alte Kirchbacher Wappen beibehalten werden, es musste aber an die strengen heraldischen Regeln angepasst werden.
Die geänderte Blasonierung lautet:
„In rotem Schild auf goldenem Hügel in Gold mit gespreizten Beinen stehend ein junger, bartloser Landmann in gegürtetem schenkellangem Leibrock, Hosen und Bundschuhen, am Gürtel rechts ein Sack, aus dem der Griff eines Messers ragt, in der erhobenen Rechten eine Sichel mit einwärts gekehrter Schneide, in der Linken fünf Ähren haltend; die Figur unterlegt mit einem erniedrigten silbernen, blau gefluteten Wellenbalken.“

## Persönlichkeiten

### Ehrenbürger
- 2018: Franz Löffler, Altbürgermeister[19]
- Josef Wallner (* 9. Jänner 1902 in Eibiswald (Steiermark); † 2. März 1974 in Leoben) war ein österreichischer Landwirt und Politiker der CSP und ÖVP. Wallner war ab 1932 Bürgermeister des Marktes Kirchbach in Steiermark. Er war Abgeordneter zum Steiermärkischen Landtag und 1945–1949 sowie 1952–1961 Erster Präsident des Landtages, ab 1948 Präsident der Landwirtschaftskammer Steiermark, ab 1960 Präsident des Österreichischen Bauernbundes. Von 1961 bis 1970 war Wallner Abgeordneter zum Nationalrat, von 1962 bis 1970 Dritter Präsident des Nationalrates.
- Hermann Schützenhöfer, Landeshauptmann
- 1980: Anton Peltzmann (1920–2000), Landesrat
- 1984: Josef Krainer (1930–2016), Landeshauptmann
- 2013: Wolfgang Pucher (1939–2023), Lazarist

### Töchter und Söhne der Gemeinde
- Carina Reicht, Leichtathletin
- Werner Schmeiser, Goldschmied und Künstler
- Anton Stephan, Politiker
- Heinrich Haas, Filmproduzent
- Anton Absenger, Komponist
- Georg Mayer, Politiker der Christlichsozialen Partei (CSP)

### Mit der Gemeinde verbundene Persönlichkeiten
- Agnes Totter, Nationalratsabgeordnete
- Sigmund von Schwitzen (1747–1834), Verwaltungsbeamter, Besitzer des Guts Waldegg